# Скотт Райт
Скотт Райт (англ. Scott Wright; нар. 8 серпня 1997, Балмеді, Абердиншир) — шотландський футболіст, півзахисник клубу «Рейнджерс».

## Клубна кар'єра
Вихованець клубу «Абердин». 3 липня 2014 року у відбірковому поєдинку Ліги Європи проти латвійської «Даугави» Скотт дебютував за основний склад. 24 травня 2015 року в матчі проти «Сент-Джонстона» він дебютував у шотландській Прем'єр-лізі. 21 травня 2017 року в поєдинку проти «Партік Тісла» Скотт забив свій перший гол за «Абердин».
На початку 2019 року для отримання ігрової практики Райт на правах оренди перейшов до «Данді». 2 лютого в матчі проти «Гамільтон Академікал» він дебютував за нову команду. У цьому ж поєдинку Скотт забив свій перший гол за Данді. Після закінчення оренди Райт повернувся до «Абердина».
На початку 2021 року Райт перейшов у «Рейнджерс» в обмін на Росса Маккрорі і 150 000 фунтів стерлінгів. 7 лютого у матчі проти «Гамільтон Академікал» Скотт дебютував за нову команду. 21 квітня в поєдинку проти «Сент-Джонстона» Скотт забив свій перший гол за «Рейнджерс». У своєму дебютному сезоні він допоміг клубу вперше за 10 років виграти чемпіонат, а наступного року він став з командою володарем Кубка Шотландії, забивши в тому числі гол у фіналі проти «Гарт оф Мідлотіана» (2:0), а також допоміг команді стати фіналістом Ліги Європи.

## Кар'єра у збірній
У 2014 році у складі юнацької збірної Шотландії до 17 років Райт став півфіналістом юнацького чемпіонату Європи на Мальті. На турнірі він зіграв у всіх чотирьох матчах, забивши переможний гол у грі групового етапу проти Німеччини (1:0). Згодом виступав за юнацькі збірні до 19 та 20 років.
Протягом 2017—2018 років залучався до складу молодіжної збірної Шотландії. На молодіжному рівні зіграв у 5 офіційних матчах.

## Досягнення
- Чемпіон Шотландії: 2020/21
- Володар Кубка Шотландії: 2021/22
- Володар Кубка шотландської ліги: 2023/24